# Теорема о гномоне
Теорема о гномоне — это геометрическая теорема. Она утверждает, что два параллелограмма в гномоне имеют равную площадь.

## Формулировка
Дан параллелограмм {\displaystyle ABCD}, на диагонали {\textstyle AC} отмечена точка {\textstyle P}. Прямая, параллельная {\textstyle AB} и проходящая через точку {\textstyle P}, пересекает сторону {\textstyle AD} в точке {\textstyle I}, а сторону {\textstyle BC} — в точке {\textstyle F}. Прямая, параллельная {\textstyle BC} и проходящая через точку {\textstyle P}, пересекает сторону {\textstyle AB} в точке {\textstyle H}, а сторону {\textstyle CD} — в точке {\textstyle G}. Теорема о гномоне утверждает, что у параллелограммов {\textstyle HBFP} и {\textstyle IPGD} равная площадь.
Гномон — это название L-образной фигуры, в данном примере гномоном является фигура {\textstyle ADGPFB}. Параллелограммы равной, согласно теореме, площади, называются «дополнениями» (англ. complements) гномона.

## Доказательство
Для доказательства теоремы рассматриваются площадь самого большого параллелограмма ({\displaystyle ABCD}) и двух внутренних параллелограммов, внутри которых находится диагональ {\displaystyle AC} (это параллелограммы {\displaystyle AIPH} и {\displaystyle PGCF}). Во-первых, по свойству параллелограмма диагонали делят параллелограмм на два треугольника равной площади.  Во-вторых, разница площади самого большого параллелограмма и двух параллелограммов, внутри которых находится диагональ — это и есть площадь двух дополнений гномона (на рисунке дополнения гномона выделены зелёным и красным).  Отсюда следует:
{\displaystyle |IPGD|={\frac {|ABCD|}{2}}-{\frac {|AHPI|}{2}}-{\frac {|PFCG|}{2}}=|HBFP|}

## Связанные утверждения и обобщения
Теорема о гномоне используется для того, чтобы построить новый параллелограмм или прямоугольник равной площади с помощью циркуля и линейки.  Также она позволяет дать геометрическую интерпретацию деления, что позволяет перевести геометрические задачи в алгебраические. Так, если даны длины двух отрезков, можно построить третий, равный частному данных отрезков. Ещё один способ применения теоремы — разделение отрезка точкой точно в таком же отношении, как разделён данный отрезок (см. чертёж).  
Аналогичное утверждение может быть сделано в пространстве.  В этом случае даётся точка на пространственной диагонали параллелепипеда и вместо двух параллельных прямых появляются три плоскости. Три плоскости разделяют параллелепипед на восемь меньших параллелепипедов, две плоскости находятся рядом с диагональю. Три параллепипеда здесь играют роль дополнений, они имеют равный объём.

## История
Теорема о гномоне описана в «Началах» Евклида (приблизительно в 300 год до н. э.), с её помощью в книге доказываются и другие теоремы. Теорема описана под номером 43 в первой книге «Начал», причём Евклид не использовал для описания чертежа термин «гномон»  Он будет введён во второй книге «Начал». С помощью гномона Евклид доказывает и другие теоремы, например, №6 в книге II, №29 в книге VI и теоремы 1, 2, 3 и 4 в книге XIII.